# جوزيف دبليو. ماثيوز
جوزيف دبليو. ماثيوز (بالإنجليزية: Joseph W. Matthews)‏ هو سياسي أمريكي، ولد في 1812 في هنتسفيل في الولايات المتحدة، وتوفي في 27 أغسطس 1862 في بالميتو في الولايات المتحدة. حزبياً، نشط في الحزب الديمقراطي. وقد انتخب حاكم ميسيسيبي ‏ (10 يناير 1848 – 10 يناير 1850).